# Sergeants Hill
Sergeants Hill  est une localité faiblement habitée, située dans la région de la West Coast dans l’île du Sud de la Nouvelle-Zélande .

## Situation
Elle est située dans un secteur rural de la banlieue de la ville de Westport dans le district de Buller.

## Accès
La route State Highway 67/S H 67 (en) et un embranchement ferroviaire de la ligne ligne Stillwater - Westport (en) passent toutes les deux à travers l’agglomération de Sergeants Hill.
La ligne de chemin de fer est une partie de la première ligne, qui fut construite dans le district de Buller et qui ouvrit le 31 décembre 1875, reliant la ville de Westport à celle de Fairdown.
La ligne s’étendit ensuite avec la construction de la branche de Seddonville (en), qui fut ouverte jusqu’à Seddonville, son terminus le 23 février 1895.
Le service de passagers passant à travers la ville de Sergeants Hill, qui était assuré par des trains mixtes (en), fut supprimé le 14 octobre 1946, et le 3 mai 1981, la ligne fut complètement fermée au-delà de la ville de Hector et Ngakawau.
Son seul trafic est maintenant le charbon, qui est exporté via le port de Lyttelton Harbour .